# Шипплок, Свен
Свен Шипплок (нем. Sven Schipplock; 8 ноября 1988, Ройтлинген, Германия) — бывший немецкий футболист, нападающий.

## Карьера
В 2007 году Свен закончил юношескую команду «Ройтлингена» и стал игроком основной, подписав с ней свой первый профессиональный контракт. Дебют во взрослом футболе состоялся 28 июля 2007 года в гостевом поединке первого тура Южной Регионаллиги против второй команды «Баварии», который закончился нулевой ничьей. Свен вышел на поле на 76-й минуте вместо Самера Халила. Уже третью свою игру за «Ройтлинген» он начинал в основе, и в итоге прочно закрепил за собой место в 11-ти, выходящий в старте на поле.
28 января 2008 года Свен подписал контракт со второй командой «Штутгарта», в которой сразу же завоевал место на поле, однако первые два сезона проявить свои бомбардирские качества не удавалось.
Успешным для Свена стал сезон 2009/10, в котором он был одним из лидеров «Штутгарта II», сыграв 32 матча и забив 12 мячей. После этого сезона Шипплок стал подключаться к тренировкам с основной командой.
Сезон 2010/11 он начал во второй команде, однако после 13 туров в ней, был приглашён в основную команду. 30 октября 2010 года Свен дебютировал в Бундеслиге, в гостевом поединке 10-го тура против «Вольфсбурга», который закончился поражением со счётом 0:2. Свен вышел на поле на 80-й минуте, заменив Кристиана Гентнера. А 13 марта 2011 года Свен забил свой первый гол в ворота «Санкт-Паули», который принёс победу со счётом 2:1.
9 мая 2011 года Свен перешёл в «Хоффенхайм» на правах свободного агента, подписав с командой трёхлетний контракт, до 30 июня 2014 года.
6 августа 2011 года состоялся дебют футболиста в новом клубе. В гостевом поединке первого тура против «Ганновера», который закончился поражением 1:2, Свен вышел на замену на 64-й минуте вместо Райана Бабела.
В сезоне 2015/16 Свен Шипплок подписал контракт с «Гамбургом» до лета 2018 года. В сезоне 2016/17 Шипплок был отдан в аренду «Дармштадту 98».
В сезоне 2018/19 Шипплок подписал контракт с клубом Второй Бундеслиги «Арминией» Билефельд. Контракт рассчитан до 30 июня 2021 года.